# ヒロ (ハワイ州)

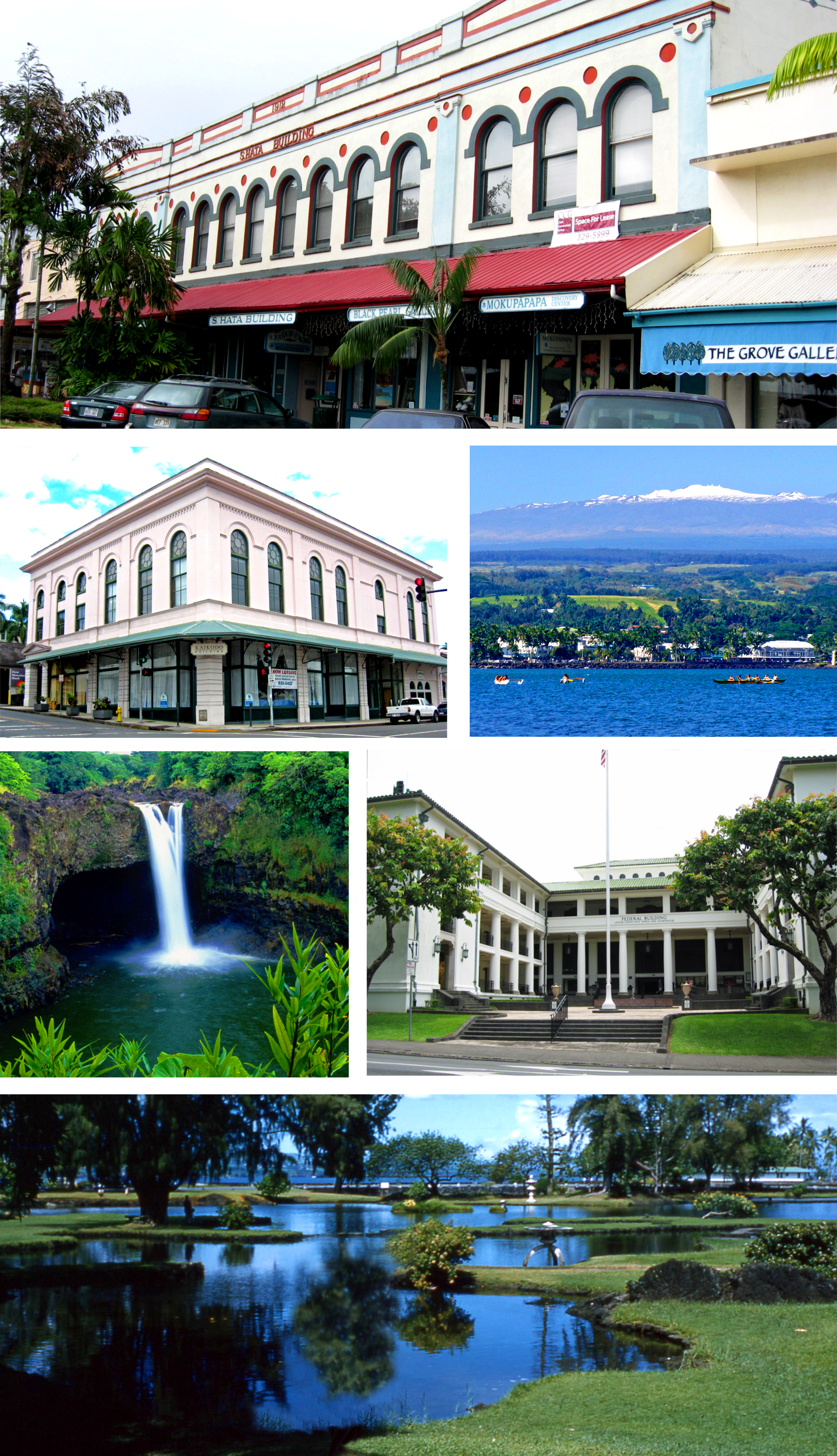
ヒロ

ヒロ（英: Hilo）は、アメリカ合衆国ハワイ州ハワイ島の東海岸の都市。人口は4万4186人（2020年）で島内最大である。ヒロはまたハワイ郡（ハワイ島）を伝統的なモクにより6地区（District）に分けた時の名称「ヒロ地区」でもあり、最近は「北ヒロ地区」と「南ヒロ地区」に分かれている。
ヒロはハワイ郡の郡庁所在地であり、東海岸の南ヒロ地区に位置している。ヒロはホノルルに次ぐハワイ諸島第二の港湾都市であり、ハワイ島西海岸のコナと共にリゾート地としても知られている。

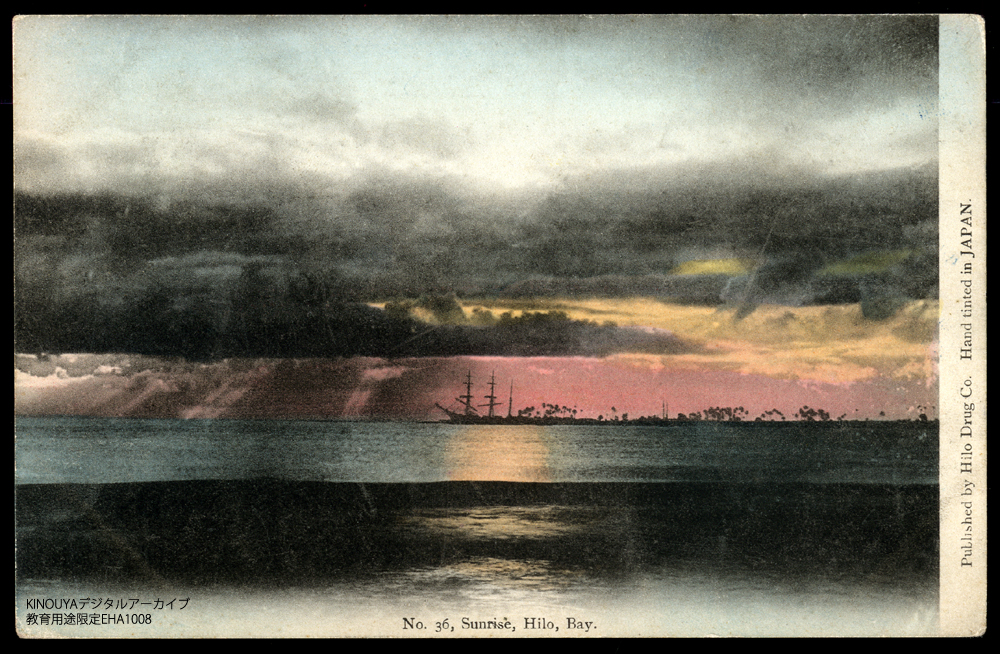
手彩色絵葉書ヒロ湾明治時代

地名について定説はないが、「新月の最初の夜」か、あるいは「ポリネシア人の航海者」にちなんで命名されたものであろうといわれる。ヒロは数千種類のランの栽培地としても知られ、「果樹園の町」または「ハワイのランの中心地」の異名がある。日系人も多く居住し、「比呂」の表記が当てられる場合もある。市内には日本庭園で知られるリリウオカラニ公園やカメハメハ大王像があるワイロア川州立公園もある。

## 地理

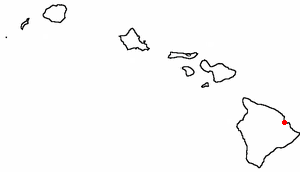
ハワイ諸島でのヒロの位置
ハワイ島とヒロの位置

ハワイ諸島の東端で最大の島であるハワイ島の東海岸に位置する。北緯19度42分20秒 西経155度5分9秒 / 北緯19.70556度 西経155.08583度座標: 北緯19度42分20秒 西経155度5分9秒 / 北緯19.70556度 西経155.08583度に位置している。ハワイ諸島に北東から南西へ吹く卓越風の風上にあるので同島の西海岸のコナに比べて雨が多く、アメリカ合衆国でもアラスカ州南東部のケチカンとヤクタトに次いで3番目に降水が多い所で、ハワイ州で最長のワイルク川も流れている。
北緯19度42分20秒 西経155度5分9秒 / 北緯19.70556度 西経155.08583度
アメリカ合衆国統計局によると、このCensus Designated Place (CDP) は総面積151.4 km2 (58.4 mi2) である。このうち140.6 km2 (54.3 mi2) が陸地で10.7 km2 (4.2 mi2) が水地域である。総面積の7.10%が水地域となっている。

## 気候
西海岸の都市と異なり降水量が多く明確な雨季と乾季がない。ケッペンの気候区分の熱帯雨林気候（Af）に分類される。
| Hilo, Hawaiiの気候                                   | Hilo, Hawaiiの気候 | Hilo, Hawaiiの気候 | Hilo, Hawaiiの気候 | Hilo, Hawaiiの気候 | Hilo, Hawaiiの気候 | Hilo, Hawaiiの気候 | Hilo, Hawaiiの気候 | Hilo, Hawaiiの気候 | Hilo, Hawaiiの気候 | Hilo, Hawaiiの気候 | Hilo, Hawaiiの気候 | Hilo, Hawaiiの気候 | Hilo, Hawaiiの気候 |
| 月                                                   | 1月                | 2月                | 3月                | 4月                | 5月                | 6月                | 7月                | 8月                | 9月                | 10月               | 11月               | 12月               | 年                 |
| ---------------------------------------------------- | ------------------ | ------------------ | ------------------ | ------------------ | ------------------ | ------------------ | ------------------ | ------------------ | ------------------ | ------------------ | ------------------ | ------------------ | ------------------ |
| 最高気温記録 °C （°F）                               | 33 (92)            | 33 (92)            | 34 (93)            | 32 (89)            | 34 (94)            | 32 (90)            | 33 (91)            | 34 (93)            | 33 (92)            | 33 (91)            | 33 (92)            | 34 (93)            | 34 (94)            |
| 平均最高気温 °C （°F）                               | 26.1 (79.0)        | 26 (78.8)          | 26.1 (79.0)        | 26.1 (78.9)        | 27 (80.6)          | 27.9 (82.2)        | 28.2 (82.8)        | 28.4 (83.2)        | 28.5 (83.3)        | 28.1 (82.6)        | 27.1 (80.8)        | 26.3 (79.4)        | 27.2 (80.9)        |
| 日平均気温 °C （°F）                                 | 21.9 (71.4)        | 21.8 (71.2)        | 22.1 (71.8)        | 22.3 (72.2)        | 23.2 (73.7)        | 24 (75.2)          | 24.5 (76.1)        | 24.7 (76.4)        | 24.6 (76.2)        | 24.2 (75.6)        | 23.4 (74.1)        | 22.4 (72.3)        | 23.26 (73.85)      |
| 平均最低気温 °C （°F）                               | 17.7 (63.8)        | 17.5 (63.5)        | 18.1 (64.6)        | 18.6 (65.5)        | 19.4 (66.9)        | 20.1 (68.2)        | 20.7 (69.2)        | 20.7 (69.3)        | 20.9 (69.7)        | 20.6 (69.1)        | 19.6 (67.3)        | 18.4 (65.1)        | 19.3 (66.8)        |
| 最低気温記録 °C （°F）                               | 12 (54)            | 12 (53)            | 12 (54)            | 15 (59)            | 15 (59)            | 16 (61)            | 17 (62)            | 17 (63)            | 16 (61)            | 17 (62)            | 14 (58)            | 13 (55)            | 12 (53)            |
| 雨量 mm （inch）                                     | 235.2 (9.26)       | 242.8 (9.56)       | 341.1 (13.43)      | 293.1 (11.54)      | 206.2 (8.12)       | 187.2 (7.37)       | 274.6 (10.81)      | 250.2 (9.85)       | 252.5 (9.94)       | 248.2 (9.77)       | 393.7 (15.50)      | 293.9 (11.57)      | 3,218.7 (126.72)   |
| 平均降雨日数 （≥0.01 in）                            | 16.3               | 15.7               | 22.6               | 25.4               | 25.4               | 25.4               | 27.4               | 25.9               | 23.3               | 24.0               | 23.6               | 19.8               | 274.8              |
| 平均月間日照時間                                     | 161.2              | 152.6              | 151.9              | 135.0              | 155.0              | 177.0              | 167.4              | 173.6              | 162.0              | 136.4              | 114.0              | 130.2              | 1,816.3            |
| 出典：NOAA/NCDC (records), NOAA (normals 1981–2010), |                    |                    |                    |                    |                    |                    |                    |                    |                    |                    |                    |                    |                    |

## 人口動静
2000年の国勢調査で、この CDP は人口40,759人、14,577世帯、及び10,101家族が暮らしている。人口密度は289.9/km2 (750.8/mi2) である。114.0/km2 (295.2/mi2) の平均的な密度に16,026軒の住宅が建っている。この CDP の人種的な構成は白人17.12%、アフリカン・アメリカン0.45%、先住民0.34%、アジア38.30%、太平洋諸島系13.12%、その他の人種0.94%、及び混血29.74%である。この人口の8.78%はヒスパニックまたはラテン系である。
この CDP 内の住民は24.7%が18歳未満の未成年、18歳以上24歳以下が10.3%、25歳以上44歳以下が24.4%、45歳以上64歳以下が23.9%、及び65歳以上が16.7%にわたっている。中央値年齢は39歳である。女性100人ごとに対して男性は95.9人である。18歳以上の女性100人ごとに対して男性は91.9人である。

## 津波

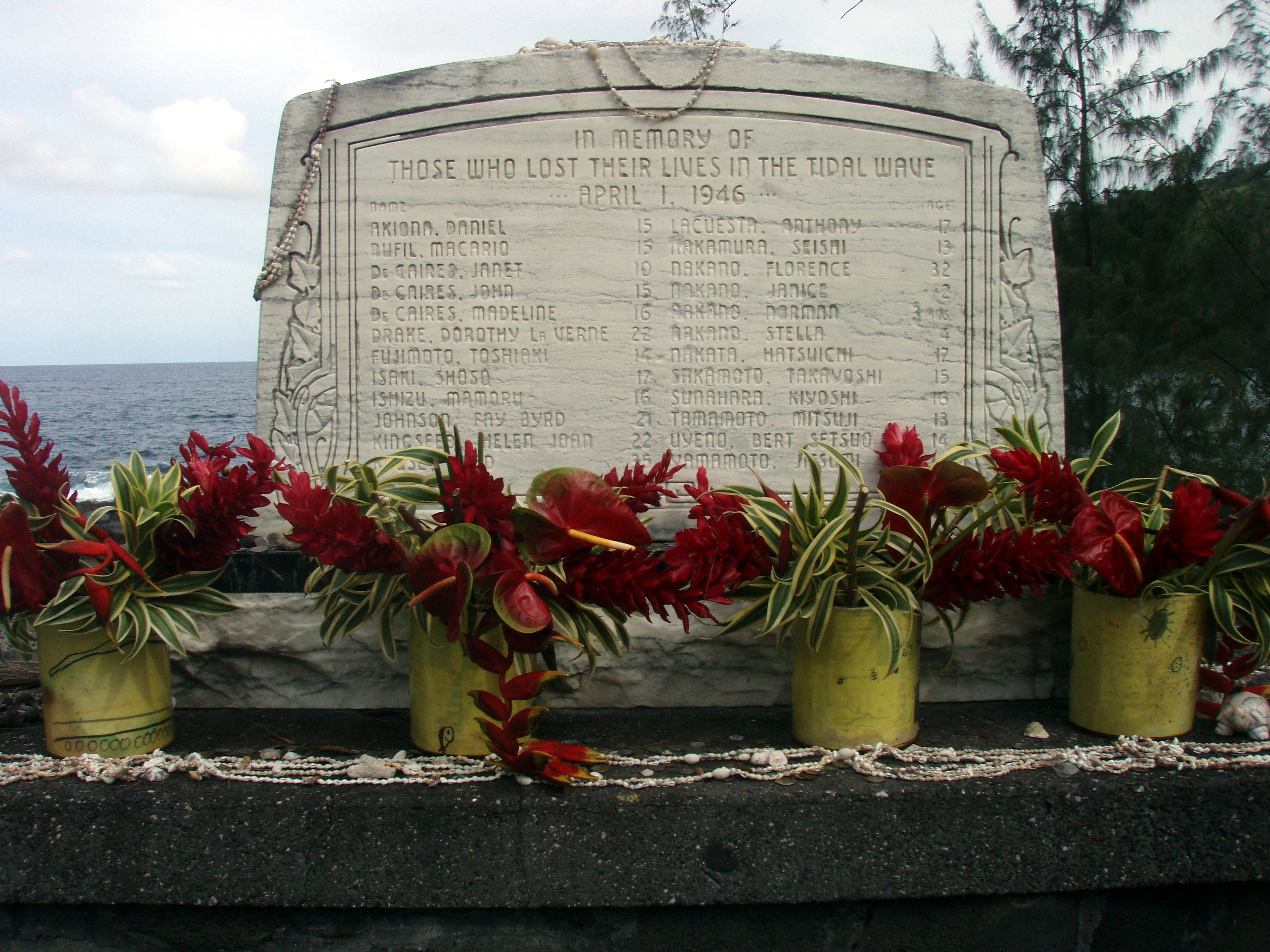
ラウパホエホエの1946年津波被害の追悼碑

ヒロ湾の構造とアラスカ州や南米沖からの地理的関係のために、度々津波の被害に遭っている。民間伝承として、津波が山の上を越したというものが残っている。近くでは、1946年アリューシャン地震では4.9時間後にヒロ湾で14mの津波を観測して、160人が死亡した。また、1960年チリ地震では、本震15時間後に10.5mの津波を観測し、61名が死亡した。到達予定時刻の5時間前に警報は出されていたが、津波は震源地であるチリがある南東方向からやって来るため自らの場所は安全だと思い込んだ見物人に、多くの犠牲者が出た。チリ地震では津波の波長が極めて長かったため、津波は後ろからも回り込んだ。

## 教育
ヒロは2つの高等教育施設、ハワイ大学ヒロ校及びハワイ・コミュニティーカレッジを含む、多数の教育施設の本拠地となっている。公立高校はダウンタウン近くのヒロ高等学校と、後に作られたワイアケアのワイアケア高等学校がある。

## 交通
空路はヒロ国際空港がある。海路はヒロ港が利用される。陸上でハワイ島のヒロ以外の集落へは、ヘレオン・バスがある。

### 陸路
ハワイ・ベルトロード（ハワイ州道11号線および19号線）と200号線がヒロから出ている。ハワイ島内の他都市へは、ヘレオン・バスがある。

### 海路
ワイアケアのハワイ人集落とヒロ港（Port of Hilo）は、ヒロの町の原点であった。現在はヒロ湾を1万フィートの突堤で守られた港で、港の南隅に東から第一桟橋（1,265フィート）が細長い長方形の片側、第二・第三桟橋（それぞれ703、635フィート）が三角形の二辺を利用している。港への入り口の深さは35フィート、桟橋付近では33～35フィートで、ハワイ島最大の港であるが、深さではカワイハエ港（Port of Kawaehae）に次ぐ。ヒロ港の場所はダウンタウンからカメハメハ・アベニューをさらに南へ行ったカラニアナオレ・アベニュー（Kalanianaole Ave.）からクヒオ・ストリート（Kuhio St.）へ入った所にあり、そこがハワイ州道19号線の出発点になっている。港の突堤は東北方面へ広く空いており、これまで大きな津波が何回かヒロの街を襲ってきた。

## ヒロ地区

ハワイ島の東海岸に、北ヒロ地区（3）と南ヒロ地区（2）がある。

ヒロはまたハワイ郡（ハワイ島）を伝統的なモクにより6地区（District）に分けた時の「ヒロ地区」でもあったが、最近は「北ヒロ地区」と「南ヒロ地区」に分かれている。

## 観光
- バニヤン通り、リリウオカラニ公園、ココナツ島
- メリー・モナーク・フェスティヴァル
- レインボーフォールズ
- プリンス・クヒオ・プラザ
- カラカウア公園

## 姉妹都市･提携都市

### 姉妹都市
- ラ・セレナ市（チリ共和国 コキンボ州）
- 大島町（日本国 東京都 大島支庁）- 1962年（昭和37年）締結。
- 名護市（日本国 沖縄県）- 1986年（昭和61年）6月13日 締結。

## 著名な出身者
- ロドニー・アノアイ
- ケイコ・バンク
- エド・ケース
- ウェズリー・コレイラ
- ジェニファー・ダウドナ
- ライアン・ヒガ
- ロバート・キヨサキ
- ジョージ・ナオペ
- BJ・ペン
- コルテン・ウォン
- 城戸三郎
- 重園贇雄